# یوکاری داغ‌لی‌جا (گرگر)
یوکاری داغ‌لی‌جا (به ترکی استانبولی: Yukarıdağlıca) (به کردی: Erbauno Cêrêne) یک منطقهٔ مسکونی کردنشین در ترکیه است که در گرگر، آدیامان واقع شده‌است.